# Älgtjärnen (Lycksele socken, Lappland)
Älgtjärnen är en sjö i Lycksele kommun i Lappland och ingår i Umeälvens huvudavrinningsområde.